# Thân Thúc Chu
Sin Sukju (신숙주, 1417 - 21 tháng 6 năm 1475), tự là Phiếm Ông, hiệu là Hy Hiền Đường (희현당, 希賢堂, Huihyundang), Bảo Nhàn Trai (보한재, 保閑齋, Bohanjae), miếu hiệu là Văn Trung, là một thừa tướng của nhà Triều Tiên trong các năm 1461 - 1464 và 1471 - 1475, sủng thần của Triều Tiên Thế Tông. Ông cũng là một nhà ngoại giao, nhà Nho, nhà ngôn ngữ học, nghệ sĩ, nhà thơ. Ông tham gia sáng tạo ra chữ hangul.

## Sách đã viết
- Bohanjaejip(보한재집, 保閑齋集)
- Saseongtonggo(사성통고, 四聲通攷)
- Nongsanchukmokseo(농산축목서)
- Bukjungrok(북정록 北征錄)
- Haedongjegukgi(해동제국기 海東諸國記)